# Aaadonta fuscozonata fuscozonata
Aaadonta fuscozonata fuscozonata là một phân loài ốc cạn, động vật thân mềm chân bụng thuộc họ Endodontidae. Đây là loài đặc hữu của Palau, từng được tìm thấy ở đảo Koror, nhưng hiện này chỉ xuất hiện một số nhỏ ở Quần đảo Rock. Chúng hiện bị đe dọa bởi sự phá hủy hoặc thay đổi môi trường sống.